# Motorkleding
Motorkleding is kleding die speciaal geschikt is voor motorrijders.
Hoewel veel motorrijders zich nogal "zomers" kleden als ze gaan rijden, is motorkleding toch het belangrijkste deel van hun uitrusting en - naast de helm - het enige passieve beveiligingsmiddel.

## Eisen
Motorkleding moet dan ook aan een groot aantal eisen voldoen:
- bescherming bieden bij een val
- licht en luchtig zijn
- niet te warm zijn
- reflecterende of retro-reflecterende eigenschappen hebben
- water buiten houden
- warmte (zweet) afvoeren
- comfortabel zijn, ook als men niet op de motor zit

Daarom zijn er ook veel soorten motorkleding en worden er ook verschillende materialen gebruikt:

## Materiaal
| Leren zomerpak: perforatie voor rijwindkoeling                                |
| Leren winterpak: geen perforatie maar wel een (uitneembare) voering           |
| Zomer- (links) en winterhandschoen                                            |
| motorlaarzen                                                                  |
| crosslaarzen                                                                  |
| Op maat gemaakte oordop voor motorrijders                                     |
| Een verstevigd leren kniestuk geeft bijna even veel bescherming als kunststof |
| Reflecterende kleding                                                         |

### Leer
In het verleden werden lange leren jassen gedragen, soms in combinatie met een leren of canvas schootskleed. Zij waren in elk geval warm en boden bescherming. Tegenwoordig worden leren motorpakken uit één deel (overalls) en twee delen (combi's) aangeboden. Meestal wordt hiervoor rundleer gebruikt, maar ook het veel lichtere maar duurdere kangoeroeleer.
Overalls zijn voorgevormd naar de lichaamshouding van een zittende motorrijder. Ze zijn sportief (ook wegracers gebruiken ze), maar hebben als nadeel dat ze niet deelbaar zijn. Daarom moet een wandelende motorrijder bij warm weer het bovenstuk aanhouden of de mouwen rond zijn middel knopen. Omdat overalls voornamelijk door sportieve rijders gebruikt worden zijn ze meestal erg kleurrijk, soms zelfs replica's van overalls van wegracers.
Combi's zijn ook voorgevormd naar de lichaamshouding van de zittende motorrijder. Als men rijdt ziet men nauwelijks verschil met een overall, maar de jas is vastgeritst aan de broek. Er kan een normale broek zijn toegepast, maar ook een salopette (tuinoverall).
- Zowel combi's als overalls zijn verkrijgbaar met ventilatie: het leer is dan op sommige plaatsen (bovenbenen, bovenarmen en borst) geperforeerd, waardoor de wind er door kan blazen.
- Er wordt ook lederen kleding aangeboden die qua model niet direct als motorkleding herkenbaar is. Losse leren broeken en jassen worden vooral door custom-rijders gebruikt.
- Leren motorkleding kan voorzien worden van de volgende verbeteringen en toevoegingen: stretchdelen in kruis en oksels, perforatie op borst, armen en bovenbenen voor koeling, knee-pads.
- Leren kleding wordt vaak op maat gemaakt. De maat wordt zittend genomen, men zit immers op de motorfiets.

### Textiel
Motorkleding van textiel is meestal gemaakt van Cordura. Dit is een polyamidevezel van DuPont, gebruikt voor all-weather kleding, meestal Cordura 500 D. Het materiaal wordt verbeterd met Gore Tex of Windstopper, een ademend maar waterdicht materiaal. Het wordt voorzien van reflectiemateriaal en protectie, kunststof inzetstukken die soms uitneembaar zijn en vooral de ellebogen, schouders, rug, heupen en knieën beschermen. Motorkleding van textiel wordt soms in combinatie met of over leren kleding gedragen, maar past ook over gewone werkkleding. Daarom wordt het vaak gedragen door motorrijders die de motor voor woon-werk verkeer gebruiken. Door de uitneembare voering is deze kleding zomer en winter te gebruiken.

### Kunststof
Kunststof voldoet eigenlijk maar aan één eis van motorkleding: hij is waterdicht. Daarom wordt kunststof uitsluitend gebruikt voor regenbroeken, regenoveralls, overlaarzen en overhandschoenen. Het voordeel van kunststof regenkleding is wel dat het gemakkelijk klein op te vouwen is. Als de zon weer doorbreekt is het wel zaak het snel uit te trekken.

## Motorhelmen
Bij motorhelmen wordt onderscheid gemaakt tussen de integraalhelm, systeemhelm en jet-helm, waarbij de integraalhelm het veiligst en populairst is. De integraal (gesloten) helm bestaat uit één deel en kan verreweg de meeste kinetische energie absorberen. Daarbij is de kans dat de helm breekt tijdens een valpartij minimaal, in tegenstelling tot de tweedelige systeemhelm. De systeemhelm heeft een scharnier, waardoor het onderste gedeelte naar boven kan worden geschoven. Hierdoor heeft de bestuurder meer vrijheid en soms meer zicht, ten koste van de bescherming. De jet-helm biedt het meeste zicht en wordt veelal gekozen voor het uiterlijk, maar biedt het minste bescherming.

### Motorhelm soorten
|                             | Systeemhelm | Integraalhelm | Jethelm |
| --------------------------- | ----------- | ------------- | ------- |
| Comfort                     | +++         | ++            | ++      |
| Bescherming                 | ++          | +++           | +       |
| Gemakkelijk op- en afzetten | +++         | +             | +++     |
| Ventilatie                  | +++         | ++            | +++     |
| Gezichtsveld                | ++          | ++            | +++     |
| Bescherming windruis        | ++          | +++           | +       |

## Motorjassen
Naast de motorhelm is de jas waarschijnlijk het belangrijkste onderdeel van de motorkleding. Hierbij wordt vaak gekozen tussen leren en pakken van textiel, maar ook de vernieuwende Kevlar motorkleding heeft in de afgelopen jaren een flink marktaandeel gekregen.

## Motorbroeken
Motorbroeken worden niet door elke motorrijder gedragen, vanwege het gedoe, comfort en uiterlijk. Toch zijn er tegenwoordig eenvoudige en goede alternatieve, vanwege het flexibele en dunne materiaal Kevlar, waardoor bescherming, gemak, design en comfort allemaal mogelijk zijn. Natuurlijk is er bij motorbroeken ook keus uit textiel en leer.

### Motorbroek soorten
|                | Kevlar broeken | Textiele broeken | Leren broeken |
| -------------- | -------------- | ---------------- | ------------- |
| Comfort        | +++            | ++               | ++            |
| Bescherming    | ++             | ++               | +++           |
| Regenbestendig | +              | +++              | ++            |
| Ventilatie     | +++            | ++               | +             |
| Gemak          | +++            | +++              | ++            |

## Motorhandschoenen
Motorhandschoenen worden gemaakt van leder of kunststof. In het laatste geval zijn ze vaak voorzien van protectie op de vingers en de rug van de hand. Voor wedstrijddoeleinden zijn speciale handschoenen verkrijgbaar, zoals crosshandschoenen of racehandschoenen. Verder zijn er handschoenen voor de zomer (licht en vaak geperforeerd) en de winter. Bij regen moeten de handschoenen onder de mouwen van de jas geschoven worden, omdat het regenwater er anders langs de mouw in loopt.

## Motorlaarzen
Motorlaarzen zijn herkenbaar aan de opgestikte lapjes die de laars beschermen tegen beschadiging door het schakelpedaal. Er zijn zomer- en winterlaarzen, maar ook speciale laarzen voor sporten met terreinmotoren en wegrace. Bij aanschaf van de laarzen is het belangrijk de broek van het motorpak te dragen, want men moet immers weten of de laarzen goed in of over de broek passen. Voor winterlaarzen is het belangrijk dat ze groot genoeg zijn: er moeten dikke sokken onder gedragen worden. Men moet op de motorlaarzen ook goed kunnen lopen; de drager zit tenslotte niet de hele dag op de motor.

## Motorondergoed
Leren motorpakken worden vaak op de huid gedragen, zeker in de zomer. Toch is het raadzaam er lang ondergoed onder te dragen. Ondergoed gemaakt van lycra voorkomt het plakken van de voering en houdt deze schoon. Wegracers dragen vaak een catsuit, ondergoed uit één stuk. Voor de winter is thermisch ondergoed beschikbaar, vaak gemaakt van Windstopper. Ook wordt dan vaak een tochtmuts onder de helm gedragen, een katoenen of zijden balaclava. Dit lange ondergoed is niet geschikt voor mensen die met de motor naar hun werk gaan, het wordt de hele dag gedragen. Daarom gebruikt men in de winter vaak een textielpak met veel lagen kleding er onder.

## Bescherming

### Gehoorbescherming
Tegen beschadiging van het gehoor zijn speciale oordoppen verkrijgbaar die op maat gemaakt worden en verkeersgeluid door laten. De gehoorbescherming heeft overigens alles te maken met de rijwind, niet met het geluid van de motorfiets. Ook de aanschaf van een stille helm speelt hierbij een grote rol.

### Protectie
Motorkleding is altijd voorzien van bescherming (protectie) van bepaalde lichaamsdelen. De belangrijkste blessuregevoelige delen voor een motorrijder zijn: handen (men probeert altijd zijn val te breken), schouders, armen, knieën, heupen, rug, en ogen (insecten). De bescherming zit meestal binnen in het motorpak, met uitzondering van de knee-pads voor wegracers. De protectie is soms uitneembaar, bij textielpakken bijna altijd. Daardoor kan bijvoorbeeld een jas ook comfortabel gedragen worden als men niet op de motor zit. Leer heeft een hoge beschermingswaarde. Opgevulde leren stukken op de knie hebben een beschermingswaarde van 85% van kunststof protectoren. Er zijn in de motorsport proeven gedaan met kunststof motorpakken, maar de bescherming van leer is groter. Daarom wordt het lichte maar sterke kangoeroeleer gebruikt. 
- Terreinrijders moeten extra aandacht besteden aan de bescherming van de enkels en de ogen (takken). Crosslaarzen zijn daarom extra stevig rond de enkels.
- Voor de lange termijn moeten motorrijders zich ook beschermen tegen beschadiging van de nieren door het dragen van een niergordel.

### Reflectie
Nog steeds is donkere motorkleding populairder dan lichte kleuren. Dat heeft veel te maken met het schoon houden: zwart oogt minder snel vuil. Daarom wordt vrijwel alle motorkleding voorzien van reflecterende materialen, zodat de motorrijder in het donker toch goed zichtbaar is.

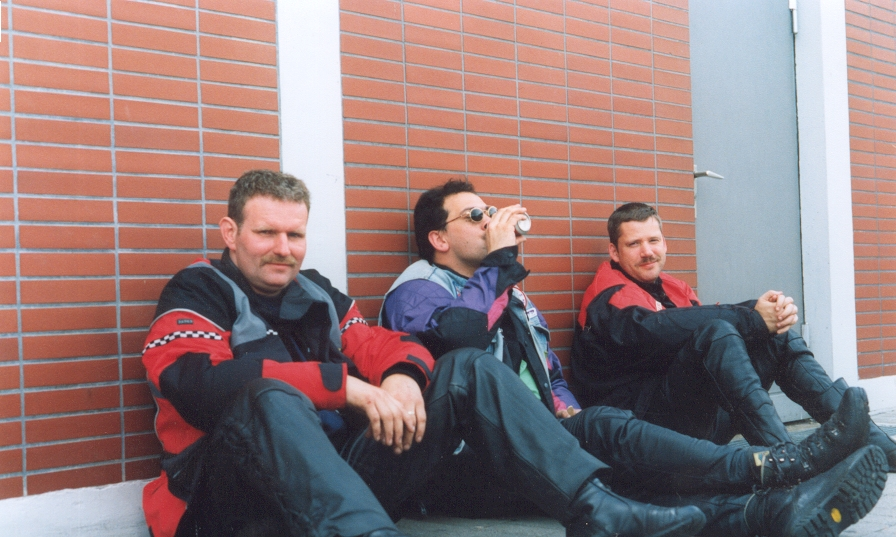
Motorkleding moet comfortabel zitten